# Pelly Ruddock Mpanzu
Pelly Ruddock Mpanzu (Hendon, 22 marzo 1994) è un calciatore congolese (Repubblica Democratica del Congo) con cittadinanza britannica, centrocampista del Cambridge Utd.

## Biografia
Suo cugino Peter Kioso è a sua volta un calciatore professionista; i due per un periodo sono anche stati compagni di squadra, al Luton Town.

## Caratteristiche tecniche
Mpanzu è un centrocampista energico, forte fisicamente e bravo a giocare box-to-box; può giocare anche come difensore centrale..

## Carriera

### Club
Inizia la carriera nelle giovanili del Boreham Wood, con cui nella seconda metà della stagione 2010-2011 ha anche giocato 13 partite in Conference South (sesta divisione inglese). Nell'estate del 2011 si trasferisce in seconda divisione ai londinesi del West Ham Utd, con cui fatto salvo un breve periodo in prestito al Luton Town in quinta divisione rimane fino al 2014, salendo nel frattempo in prima divisione con gli Hammers, con cui non gioca comunque mai di fatto nessuna partita di campionato, ma solamente una partita in Coppa di Lega nella stagione 2013-2014, che conclude nuovamente al Luton Town, con cui vince la Conference Premier, conquistando così una promozione in quarta divisione.
Nelle stagioni 2014-2015, 2015-2016, 2016-2017 e 2017-2018 ha giocato in League Two con il Luton Town, con cui poi ha giocato anche in League One nella stagione 2018-2019 ed in Championship nelle quattro stagioni successive.
Grazie alla vittoria dei play-off di Championship nella stagione 2022-2023, è diventato il primo giocatore nella storia del calcio inglese capace di salire dalla quinta divisione inglese alla prima divisione con il medesimo club, passando per tutte le categorie intermedie. Nella stagione 2023-2024, che gli Hatters chiudono con un'immediata retrocessione in seconda divisione, Mpanzu gioca 27 partite di campionato senza mai segnare; l'anno seguente, dopo ulteriori 10 partite in seconda divisione (che lo portano a quota 412 presenze e 23 reti con il Luton Town tra tutte le competizioni ufficiali), viene ceduto in prestito nella sessione invernale di calciomercato al Rotherham Utd, club di terza divisione. Rimasto svincolato a fine stagione, firma un contratto con il Cambridge Utd, club appena retrocesso in quarta divisione.

### Nazionale
Nel maggio del 2021 viene convocato per la prima volta dalla RD del Congo, nazionale del suo Paese di origine; debutta con quest'ultima il 5 giugno seguente in amichevole contro la Tunisia.

## Palmarès

### Club

#### Competizioni nazionali
- Football League One: 1

Luton Town: 2018-2019
- Conference Premier: 1

Luton Town: 2013-2014